# Margherita di Brandeburgo
Margherita di Brandeburgo (1273 circa – 1º maggio 1315) è stata una nobildonna tedesca della famiglia degli Ascanidi divenuta, grazie ai suoi due matrimoni,  duchessa consorte di Grande Polonia (1293-1296), regina consorte di Polonia (1295-1296) e duchessa consorte di Sassonia-Lauenburg (1302-1308).

## Biografia
Era la figlia minore di Alberto III, Magravio di Brandeburgo-Salzwedel e Matilde di Danimarca, figlia di re Cristoforo I.